# Móra Mihály
Móra Mihály (Dunavecse, 1908. február 8. – Budapest, 1967. szeptember 18.) magyar jogtudós, egyetemi tanár, az állam- és jogtudományok kandidátusa (1952).

## Életpályája
Szülei Móra Mihály és Kiridusz Mária. Jogi tanulmányait 1926 és 1930 között a budapesti tudományegyetemen, 1936 és 1937 folyamán Bécsben, majd 1939-ben Rómában folytatta. 1931-ben szerzett jogi doktori diplomát. Ezt követően bírói és ügyvédi vizsgát tett. Bíróként működött 1945 előtt. 1942-ben az egyházi eljárásjog és egyházi jogtörténet magántanárává képesítették a budapesti tudományegyetemen. 
A második világháború után a szegedi tudományegyetemen az egyházjog (1947–48), a polgári eljárásjog (1949–52) tanszékvezető egyetemi tanára volt. 1947–1948-ban ő volt a Jogászegyleti Szemle felelős szerkesztője. A budapesti Eötvös Loránd Tudományegyetemen (ELTE) a büntető eljárásjogi (1952–60), ezt követően a római jogi tanszék vezetője (1960–67) volt. 
Felesége Hültl Margit, akivel 1937-ben házasodtak Budapesten.

## Tudományos fokozata
Az állam- és jogtudományok kandidátusa (1952).

## Főbb művei
- Az ítélet végrehajtásával kapcsolatos főbb kérdések. A Codex Juris Canonici alapján, figyelemmel a régi jogra is (Bp., 1934)
- Die Frage des Zivilprozesses und der Beweislast bei Gratian (Pécs, 1937)
- Magister Gratianus mint perjogász (Bp., 1938)
- Az egyházi adó és az egyházközség alapkérdései az egyházi és világi jog szerint (Bp., 1941)
- Esterházy Károly gróf, egri püspök szerepe a sommás házassági köteléki per jogtörténetében (Bp., 1943)
- A magyar büntető eljárási jog (egyetemi tankönyv, Kocsis Mihállyal, Bp., 1961)